# For Long Tomorrow
『For Long Tomorrow』（フォー・ロング・トゥモロー）は、日本のポスト・ロックバンド、toeの2枚目のアルバムである。

## 収録曲
1. ここには何もかもがあるし、何もかもがない
2. ショウジツ点よ笛
3. After Image Feat. Harada Ikuko@Clammbon
4. エソテリック
5. Say It Ain't So Feat. Hoshikawa Yuzuru@Dry River Strings
6. Two Moons
7. モスキートンはもう聞こえない#1
8. モスキートンはもう聞こえない#2
9. ラストナイト Album Ver.
10. グッドバイ Album Ver. Feat. toki asako
11. YOU GO
12. Our Next Movement
13. Long Tomorrow